# Stadswacht

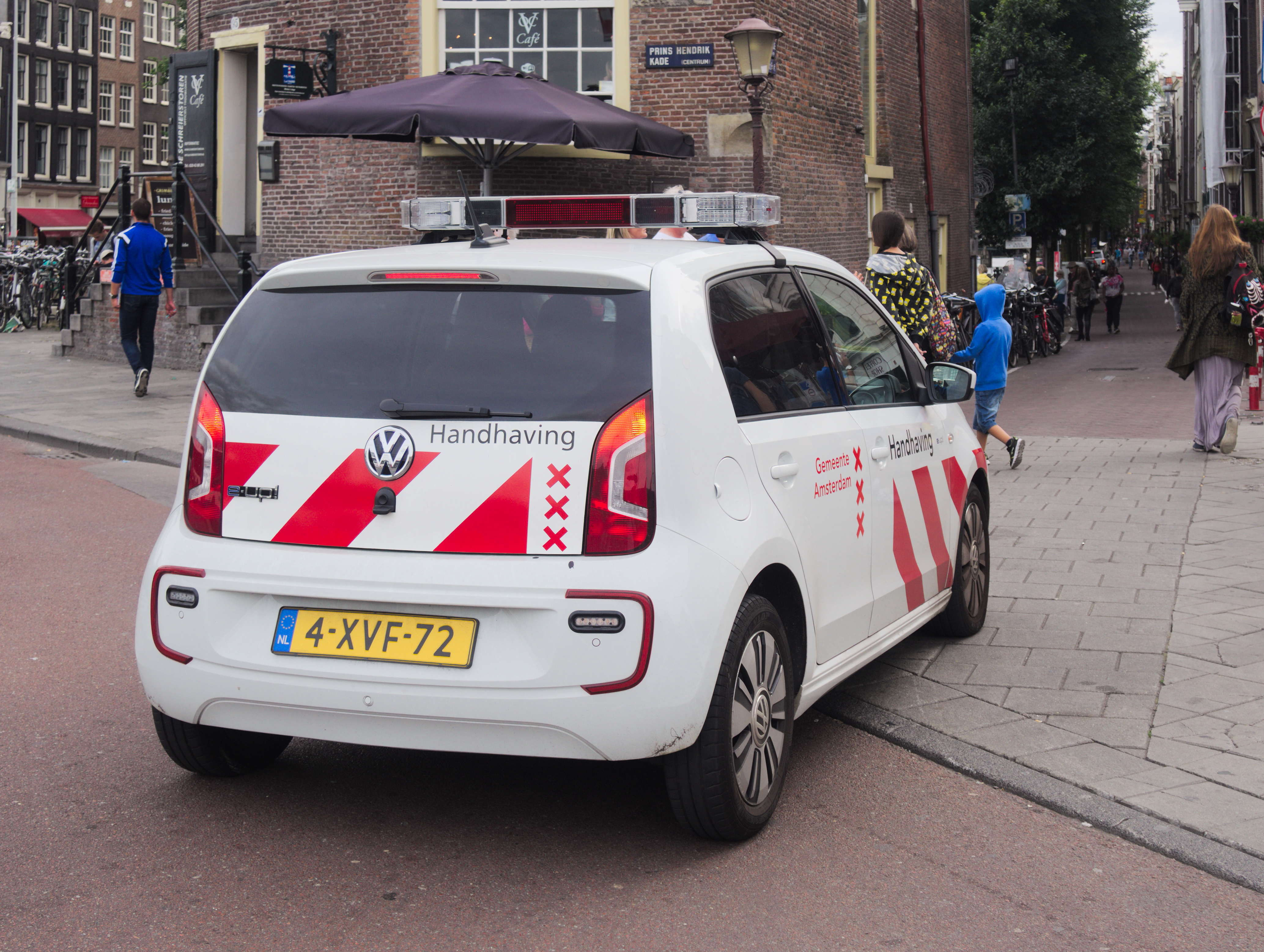
Wagen Stadstoezicht Amsterdam

Stadswacht was in de jaren 1980 in Nederland en België de term voor een gemeentelijk toezichthouder. In Nederland zijn later de aanduidingen 'toezichthouder' en 'handhaver' in zwang gekomen. In België noemt men deze functionaris ook wel 'gemeenschapswacht' of 'gemachtigd opzichter'. Het toezichthouden op- en handhaven van de regels met betrekking tot de openbare ruimte en veiligheid zijn verantwoordelijkheden van een gemeente. Er wordt waar nodig samengewerkt met de plaatselijke of regionale politie-eenheid. De taken en – politiële en justitiële – bevoegdheden verschillen in Nederland en België.
Toezichthouders hebben niet dezelfde bevoegdheden als opsporingsambtenaren. Zij kunnen geen processen-verbaal (ook wel bekend als bekeuring of een boete) uitschrijven. Zij hebben wel andere bevoegdheden en kunnen een bestuurlijke rapportage of een verslag/rapport van hun bevindingen opmaken, waarvan bestuurlijke straf- of herstelmaatregelen het gevolg kunnen zijn, zoals een bestuurlijk boete of last onder dwangsom.
Handhavers dienen minimaal op niveau drie van het middelbaar beroepsonderwijs opgeleid te zijn, permanente her- en bijscholing te krijgen en bij een bij ministeriële regeling aangewezen exameninstituut examen af te leggen. Als handhavers voorzien zijn van politie- en geweldsbevoegdheden dienen ze jaarlijks getraind en getoetst te worden door examinatoren van de politieacademie om gebruik te mogen maken van die bevoegdheden. Handhavers zijn aangesteld in de meeste grote steden, maar ook in middel- en kleine gemeenten.
De functie van gemeentelijk handhaver heeft voor wat betreft taak, opleiding en inbedding in het rechtssysteem overeenkomsten met de Franse Police Municipale. De laatste zijn ook beperkt in taak, bevoegdheden, bewapening en direct geschakeld aan de Police Nationale of de Gendarmerie.

## Geschiedenis
Tot 1994 was er de rijks- en gemeentepolitie. Deze laatste verzorgde bij de grotere gemeenten de politietaak. Na 1994 kwam er de regiopolitie. Hierdoor verloor de gemeente de regie over de gemeentepolitie.
De voormalige gemeentepolitieambtenaren waren aangesteld als onbezoldigd ambtenaar van politie, dit omdat deze niet in dienst waren van de landelijke overheid, maar in gemeentelijke dienst waren. In 1993 veranderde de naam van "onbezoldigd ambtenaar van politie" in "buitengewoon opsporingsambtenaar". De oude gemeentepolitieambtenaren kwamen in dienst van de nieuwe regiopolitie.
De gemeente had geen mensen meer en begon met het werven van toezichthouders en buitengewoon opsporingsambtenaren voor het vervullen van specifieke taken, zoals: (betaald)parkeren, hondenoverlast en (bedrijfs)afval.
Deze ambtenaren voerden respectievelijk de namen, milieu of parkeerpolitie.
Daarnaast werden in de tweede helft van de jaren 1980 de eerste "stadswachten" aangesteld. Dit gebeurde als werkgelegenheidsproject, dus om mensen werk te bieden, eerst met behoud van uitkering en later als zogenoemde melkertbanen (Nederland) of als PWA'er (België). Bezuinigingen bij de rijksoverheid hebben later geleid tot verwatering hiervan.
Enkelen van deze stadswachten stroomden door naar een functie binnen de gemeentelijke opsporingsdiensten (milieu of parkeerpolitie). 
Door professionalisering van deze diensten werden deze bij elkaar gevoegd tot een gemeentelijke organisatie, welke "stadstoezicht" werd genoemd. Lijkend op de oude benaming "stadswacht" zorgde dit voor verwarring onder de bevolking, denkend dat het nog steeds de melketiers waren, maar dit was niet het geval, het waren boa's.

## Taken
In enkele grotere Nederlandse gemeenten zijn de diverse uit het verleden handhavende diensten zoals parkeerpolitie, milieupolitie en stadswacht samengevoegd in een dienst 'handhaving'.
De taken van de stadswacht zijn preventief, dienstverlenend en corrigerend. Zij worden voor het overgrote deel uitgevoerd op straat en bestaan onder meer uit:
- Surveillance en toezicht houden op de openbare orde en leefbaarheid, bijdragen aan de veiligheid op straat, bijvoorbeeld met betrekking tot kleine vergrijpen zoals: hondenpoep, afval, geluidsoverlast, jeugdoverlast, wildplassen en parkeerexcessen.
- Handhaving van en toezicht op betaald parkeren, het opmaken processen verbaal ten behoeve van parkeerboetes.
- Uitschrijven processen-verbaal voor overtredingen van de Algemene Plaatselijke Verordening en/of andere verordeningen en andere strafbare feiten waartoe de boa's zijn aangewezen in hun akte van opsporingsbevoegdheid, dan wel het aanhouden van personen en/of een veiligheids- of identiteitsfouillering uitvoeren.
- Signaleren van ongewenste situaties en gemeentelijke diensten daarvan in kennis stellen, bijvoorbeeld met betrekking tot de groenvoorzieningen, openbare verlichting, vervuiling of vernielingen.
- Dienstverlening aan burgers en toeristen, zoals de weg wijzen, bemiddelen bij conflicten op straat of verdwaalde kinderen helpen.
- Toezicht en bewaking bijvoorbeeld in gemeentehuizen, parken, stranden, treinen, stations en bij evenementen.
- Controleren van vergunningsvoorschriften van afgegeven vergunningen. Dit kunnen drank- en horeca-inspecteurs zijn, toezichthouders BRP (basisregistratie personen) tegen illegale bewoning en andere verordeningen, zoals de algemene plaatselijke verordening (APV) of die van evenementen. Wanneer deze voorschriften worden overtreden, kan de toezichthouder een bestuurlijke sanctie opleggen.
- Namens de burgemeester verzegelen van panden en/of woningen in verband met ondermijnende zaken, zoals drugspanden of witwaspraktijken.
- Weg laten slepen van fout geparkeerde voertuigen of het als bestuurlijke sanctie laten wegslepen van viertuigen en objecten.

In Nederland heeft de stadswacht/boa steeds meer een politietaak gekregen, vooral in de grote steden. Mede door centralisatie van de politie als gevolg van de komst van de nationale politie veranderde in grotere gemeenten de toezicht taak steeds meer in een politiedienst. De criteria waaraan stadswachten/boa's moeten voldoen werden daardoor zwaarder. In de toekomst zal een diploma "Handhaver toezicht & veiligheid" (HTV mbo 3) verplicht worden gesteld voor elke toezichthouder met een bevoegdheid als buitengewoon opsporingsambtenaar.

## Bevoegdheden
Een stadswacht heeft in elk geval de bevoegdheden die elke burger heeft, zoals aanhouding bij het op heterdaad betrappen op een misdrijf, het inschakelen van de politie en het aanspreken van mensen op hun gedrag.
In Vlaanderen heeft een stadswacht geen extra bevoegdheid: hij of zij zal dus bij vaststelling van een misdrijf of overtreding vooral een communicatieve opdracht hebben naar burgers en politiediensten.
In Nederland zijn de meeste stadswachten buitengewoon opsporingsambtenaar (boa), wat onder andere inhoudt dat zij bevoegd zijn tot:
- het uitschrijven van processen-verbaal
- het vorderen van inzage een identiteitsbewijs
- het aanhouden van personen
- het gebruik van geweld

Daarbij kunnen zij beschikken over de volgende geweldsmiddelen: handboeien, wapenstok en pepperspray.
Ook zijn de meeste stadswachten aangewezen als toezichthouder. Hierbij beschikt deze over bepaalde bevoegdheden, zoals:
- het vorderen van een identiteitsbewijs
- het vorderen tot stilstaan van voertuigen
- het doorzoeken van ladingen en/of het onderzoeken van vervoersmiddelen, mits deze hiertoe bevoegd is
- het vorderen van inlichtingen en/of het maken van kopieën van gegevens en bescheiden
- het betreden van elke plaats, met uitzondering van woningen.

## Uitrusting
Stadswachten in Nederland dragen volgens een besluit uit 2014 een universeel uniform. Het is voorzien van boa-emblemen op de mouwen en de tekst 'Handhaving' op de rug en borst. Als een gemeente hiervoor heeft gekozen zijn er ook rangonderscheidingstekens op de epauletten. Het uniform past bij de omschakeling naar een meer repressief optreden. Gemeentelijke handhavers beschikken over handboeien, wapenstok of pepperspray als de noodzaak hiertoe vastgesteld door de burgemeester. In 2021 begon een proef met het beschikbaar hebben van een wapenstok bij publiekscontacten.

## Geweldsmiddelen Nederland
In een aantal Nederlandse gemeenten zijn boa's in bepaalde werkdomeinen bevoegd tot het gebruik van geweld en optioneel uitgerust met handboeien en/of andere geweldsmiddelen. Dit is vastgelegd in een wettelijke vastgesteld protocol. De Regeling Toetsing Geweldbeheersing Buitengewoon Opsporingsambtenaar (RTGB). De boa die over deze bevoegdheid beschikt, dient elk jaar examen hierin te doen om de bevoegdheid te behouden. De training die de boa in het geweldsniveau volgt is gelijk aan dat onderdeel als die van de politie. De examinering vindt plaats door examinatoren van de Nederlandse Politieacademie. Indien een boa niet slaagt voor het RTGB examen en zijn bevoegdheid is verlopen dan dient hij zijn geweldsmiddelen bij zijn leidinggevende in te leveren.
Om over geweldsmiddelen te beschikken zoals wapenstok en pepperspray dient een boa in bezoldigde gemeente dienst te zijn, dat wil zeggen voor honderd procent in dienst bij de gemeente en een ambtelijke status. Een ingehuurde boa (onbezoldigd) kan maximaal over alleen handboeien beschikken.
De minister van Veiligheid en Justitie overweegt de invoering van een uitschuifbare wapenstok voor bepaalde boa's. Indien deze wordt ingevoerd dan vervalt de uitrusting met de korte wapenstok.
Naast de gemeenten zijn er diverse openbaarvervoerbedrijven waar boa's over handboeien beschikken. Dit zijn onder andere het Amsterdamse GVB, het Rotterdamse RET, De Nederlandse spoorwegen en Connexxion.

### Geweldsbevoegdheid RTGB in niveau
De geweldsniveaus waarover een boa optioneel kan beschikken.
1. Niveau 1: Bevoegd tot het gebruik van geweld.
2. Niveau 2: Bevoegd tot het gebruik van geweld en veiligheidsfouillering.
3. Niveau 3: Bevoegd tot het gebruik van geweld, veiligheidsfouillering en handboeien.
4. Niveau 4: Bevoegd tot het gebruik van geweld, veiligheidsfouillering, handboeien en wapenstok
5. Niveau 5: Bevoegd tot het gebruik van geweld, veiligheidsfouillering, handboeien, wapenstok en pepperspray.
6. Niveau 6: Bevoegd tot het gebruik van geweld, veiligheidsfouillering, handboeien, wapenstok, pepperspray en vuurwapen.

Ook kan in domeinen 2 (Milieu, welzijn en infrastructuur) en 6 (Generieke opsporing) een gecertificeerde politiehond worden toegewezen welke als geweldmiddel mag worden ingezet, echter wordt dit niet binnen de RTGB opleiding getraind maar in een afzonderlijke cursus voor hondengeleiders.

### Domeinen
Domeinen volgens de Beleidsregeling Boa:
1. Openbare Ruimte
2. Milieu, welzijn en infrastructuur
3. Onderwijs
4. Openbaar vervoer
5. Werk, Inkomen en Zorg
6. Generieke Opsporing